# RS-25 (motor de foguete)

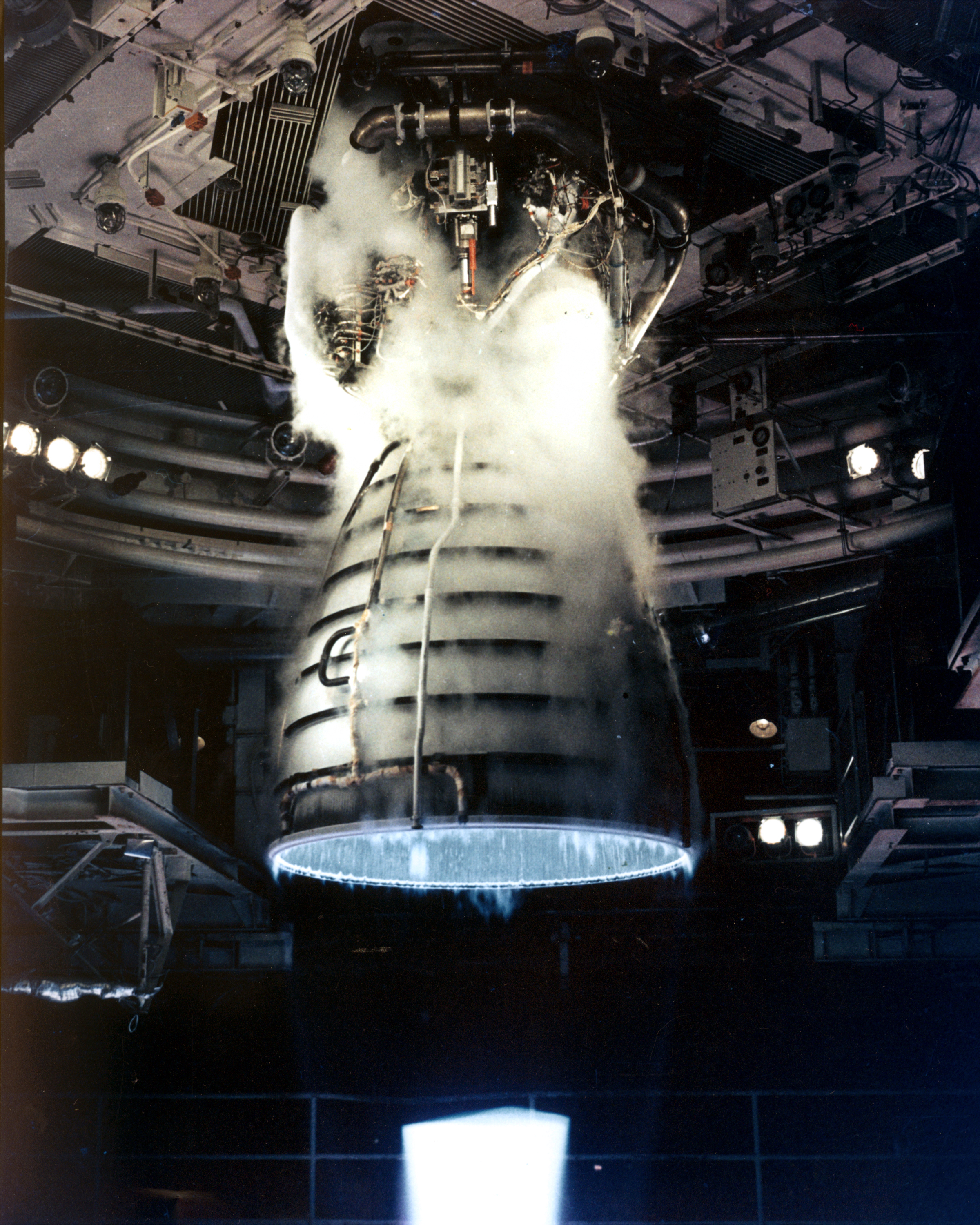
Um motor RS-25 em teste estático.

O RS-25, também conhecido como Space Shuttle Main Engine (SSME), foi um motor de foguete de alta performance,  
movido a combustíveis líquidos criogênicos, no caso, LH2 
e LOX, que foi usado no Ônibus espacial (Space Shuttle).

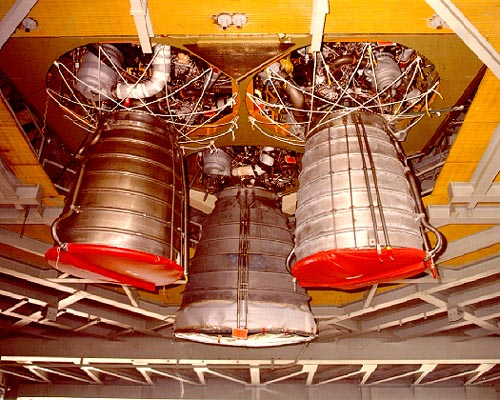
Três RS-25 preparadas para um teste.

O Motor, construído pela Rocketdyne, tem sido avaliado para uso no futuro Space Launch System (SLS). (que depois de tornou Pratt & Whitney Rocketdyne e Aerojet Rocketdyne) Cada um deles, gera 1.859 kN
de empuxo inicial. Apesar de as suas origens estarem na década de 60, o desenvolvimento efetivo, só começou nos anos 70, tendo o seu 
voo de estreia, o STS-1, ocorrido em 12 de Abril de 1981 e seu último voo a bordo do Atlantis na missão STS-135.  
Os motores, até esse ponto, foram sempre utilizados em trio a bordo de Ônibus Espaciais. Todavia, serão utilizados em quartetos no futuro SLS, utilizando os mesmos artigos já utilizados em missões STS anteriores.  